# LOC Kargil
Pour plus de détails, voir Fiche technique et Distribution.
LOC Kargil est un film de guerre indien réalisé par  J. P. Dutta sorti en 2003.
Basé sur le conflit de Kargil qui oppose l'Inde au Pakistan en 1999, le film est impressionnant tant par le nombre de stars qu'il réunit, par les conditions extrêmes de tournage à plus de 4 000 mètres d'altitude que par sa durée dépassant les quatre heures.

## Synopsis
Au printemps 1999, des islamistes soutenus par des soldats de l'armée pakistanaise franchissent la Ligne de contrôle (Line of Controle : LOC) qui sépare l'Inde du Pakistan, s'emparant des hauteurs qui surplombent Kargil. L'armée indienne envoie sur place plusieurs unités pour reconquérir le territoire perdu, mais les combattants pakistanais résistent et s'engage alors une guerre d'autant plus meurtrière qu'elle se déroule entre 4 000 et 5 000 mètres d'altitude. Filmé du point de vue indien, les nombreux protagonistes souvent inspirés de personnages réels, sont non seulement des hommes qui accomplissent des actes héroïques, mais aussi souffrent, pleurent la mort de leurs camarades de combat et se souviennent avec nostalgie de leur femmes, petites amies et familles.

## Fiche technique et artistique
- Titre : LOC Kargil
- Réalisateur : J. P. Dutta
- Scénario : J. P. Dutta
- Musique : Anu Malik
- Parolier : Javed Akhtar
- Chorégraphie : Habiba Rehman
- Direction artistique : Ratnakar Phadke
- Photographie : Karim Khatri
- Cascades et combats : Bhiku Verma
- Production : J. P. Dutta
- Langue : hindi
- Pays d'origine : Inde
- Date de sortie : 26 décembre 2003
- Format : Couleurs
- Genre : film de guerre
- Durée : 255 min

## Distribution
- Sanjay Dutt : Lt Col. Y.K. Joshi, 13e régiment du Jammu et Cachemire
- Ajay Devgan : Lt. Manoj Kumar Pandey, 11e régiment de Gurkhas
- Saif Ali Khan : Capt. Anuj Nayyar, 17e JAT
- Suniel Shetty : Sepoy Sanjay Kumar, 13e régiment du Jammu et Cachemire
- Sanjay Kapoor : Major Deepak Rampal, 17e JAT
- Abhishek Bachchan : Lt. Vikram Batra, 13e régiment du Jammu et Cachemire
- Akshaye Khanna : Lt. Balwan Singh, 18e régiment de Grenadiers (régiment d'infanterie)
- Manoj Bajpai : Soldat Yogender Singh Yadav, 18e régiment de Grenadiers
- Nagarjuna Akkineni : Major Padmapani Acharya, 2e Rajputana Rifles
- Amar Upadhyay : Capt. Vijayanth Thapar, 2e Rajputana Rifles
- Ashutosh Rana : Yogender Singh, 18e régiment de Grenadiers
- Karan Nath : Major Rajesh Adhikari, 18e régiment de Grenadiers
- Raj Babbar : Col. Khushal Thakur, 18e régiment de Grenadiers
- Mohnish Bahl : Lt Col. R. Viswanathan, 18e régiment de Grenadiers
- Rani Mukherjee : Hema, petite amie de Manoj Pandey
- Raveena Tandon : épouse de Deepak Rampal
- Kareena Kapoor : Simran, petite amie d'Anuj Nayyar
- Preeti Jhangiani : petite amie de Balwaan Singh
- Mahima Chaudhry : Reena Yadav, épouse de Yogendra Yadav
- Esha Deol : Dimple, petite amie de Vikram Batra

## Musique
La musique du film est composée par Anu Malik sur des paroles de Javed Akhtar.
- Before We Forget, instrumental
- Ek Saathi Aur Bhai Tha, Sonu Nigam
- Khush Rehena, Roop Kumar Rathod
- Main Kahin Bhi Rahoon, Hariharan, Roop Kumar Rathod, Sonu Nigam, Sukhwinder Singh, Udit Narayan
- Pyaar Bhara Geet, Shreya Ghoshal, Sonu Nigam
- Pyaar Bhara Geet, instrumental
- Seemayen Bulaye Tujhe, Alka Yagnik

## Récompenses
Star Screen Awards (2004)
- Meilleur parolier : Javed Akhtar pour Ek Saathi Aur Bhai Tha
- Meilleur Publicity Design : Rahul Nanda et Himanshu Nanda